# Червинский, Антон Карлович
Анто́н Ка́рлович Черви́нский (Антоний Червинский, пол. Antoni Czerwiński; 8 октября 1881, Билгорай, Люблинская губерния, Царство Польское, Российская империя — 26 января 1938, Орджоникидзе, ныне Владикавказ, РСФСР, СССР) — священнослужитель, деятель Римско-католической церкви.

## Семья и образование
Родители — Кароль Червинский, ситник (ремесленник, изготавливавший решета), и Марианна, урождённая Кжос. В детстве вместе с родителями жил в Крыму.
Окончил католическую Саратовскую малую семинарию, Саратовскую духовную семинарию, Императорскую Петербургскую духовную академию со степенью магистра богословия.

## Священник
С 2 апреля 1905 года — священник, с 1906 года — викарий кафедрального собора в Саратове и личный секретарь Тираспольского епископа Иосифа Кесслера. Был также законоучителем средних учебных заведений Саратова С сентября 1911 года — администратор прихода во Владикавказе. Проживал в приходском доме на улице Максима Горького, д. 43 (объект культурного наследия).
После прихода к власти большевиков, когда на Тираспольской кафедре более не было епископа, епархиальное управление не действовало, а многие храмы были закрыты, о. Антоний продолжал служить в своём приходе. Также обслуживал и другие приходы, оставшиеся без священников; совершал поездки в Хасавюрт, в Грозный, в Моздок, на хутор Минский Кабардинского округа, освящал могилы католиков на кладбище в Буйнакске. Жил в сторожке при храме, куда принял на жительство и священника Болеслава Блехмана, высланного с Украины.

Одна из его прихожанок рассказывала, что 

ксёндз вкладывал всю душу в свою службу, был милый, никто про него плохого слова не сказал. Люди после его ареста писали с просьбой о его освобождении. Однако даже из маленького хутора в 1937 г. всех наилучших и самых мудрых людей арестовали и след их пропал.

## Арест и гибель
2 января 1936 года был арестован в городе Орджоникидзе, обвинён в том, что «организовал и руководил контрреволюционной группировкой и проводил активную контрреволюционную работу среди польского населения г. Орджоникидзе». Виновным себя не признал, по некоторым данным, в тюрьме потерял зрение. В 1937 году приговорён к расстрелу, 26 января 1938 — расстрелян.

## Беатификация
В 2003 году официально начался процесс беатификации (причисления к лику блаженных) священника Антония Червинского. О его жизни и деятельности опубликованы несколько статей в журнале «Истина и жизнь» и в газете «Свет Евангелия».